# Faustino Sainz Muñoz
Faustino Sainz Muñoz (* 5. Juni 1937 in Almadén, Provinz Ciudad Real, Spanien; † 31. Oktober 2012 in Madrid) war ein Diplomat des Heiligen Stuhls.

## Leben
Faustino Sainz Muñoz studierte Philosophie und Katholische Theologie. An der Päpstlichen Lateranuniversität in Rom absolvierte er ein Doktoratsstudium in kanonischem Recht. Am 19. Dezember 1964 empfing er die Priesterweihe und war 1965/66 Vikar in Somosierra. Von 1965 bis 1967 lehrte er Recht an der International Movement of Catholic Students (IMCS) der Pax Romana ICMICA und war 1966/67 Diözesanbeauftragter der IMCS. 1966/67 war er zudem in der Seelsorge in der Madrider Pfarre Nuestra Señora de la Concepción.
Sainz trat 1970 in den diplomatischen Dienst des Heiligen Stuhls ein und absolvierte die Päpstliche Diplomatenakademie. Er war zunächst in den Päpstlichen Vertretungen in Senegal und Skandinavien tätig sowie im Rat der öffentlichen Angelegenheiten der Kirche des vatikanischen Staatssekretariats. 1975 war er Mitglied der Delegation des Heiligen Stuhls bei den vorbereitenden Gesprächen der entsandten Kommission für Sicherheit und Zusammenarbeit in Europa (KSZE). Er war anschließend im vatikanischen Staatssekretariat für die Beziehungen mit Polen, Ungarn und später der Sowjetunion und Jugoslawien verantwortlich. 1978 begleitete er Kardinal Antonio Samorè und konnte erfolgreich eine militärische Auseinandersetzung zwischen Chile und Argentinien abwenden (Beagle-Konflikt). 1979 begleitete er Papst Johannes Paul II. bei der Reise in sein Heimatland Polen.
Papst Johannes Paul II. ernannte ihn am 29. Oktober 1988 zum Titularerzbischof von Novaliciana und zum Apostolischen Pro-Nuntius in Kuba. Die Bischofsweihe spendete ihm Kardinalstaatssekretär Agostino Casaroli am 18. Dezember 1988; Mitkonsekratoren waren Kurienerzbischof Maximino Romero de Lema und Angel Kardinal Suquía Goicoechea, Erzbischof von Madrid. Er hat mit seinem Wirken in Kuba und den vielen Gesprächen mit Fidel Castro wesentlich zur positiven Entwicklung der katholischen Kirche Kubas beigetragen.
Am 7. Oktober 1992 berief ihn Johannes Paul II. zum Apostolischen Nuntius in Zaire (ab 1997 Demokratische Republik Kongo). Die Apostolische Nuntiatur war 1994 während des Völkermords in Ruanda eine gefragte Zufluchtsstätte. Am 21. Januar 1999 wurde er zum ersten Apostolischen Nuntius für die Europäische Union in Brüssel bestellt; er war wesentlich eingebunden in die Entwicklung der Europäischen Menschenrechtskonvention und den Vertrag über eine Verfassung für Europa.
Am 11. Dezember 2004 erfolgte die Ernennung zum Apostolischen Nuntius im Vereinigten Königreich. Nach einem leichten Schlaganfall am 16. Mai 2010 ließ er es sich nicht nehmen Papst Benedikt XVI. auf seiner apostolischen Reise in Großbritannien im September 2010 in Edinburgh zu begrüßen. Am 2. Dezember 2010 beendete er seinen Dienst in Großbritannien mit einem Dankgottesdienst in der Westminster Cathedral. Papst Benedikt XVI. nahm sein aus gesundheitlichen Gründen vorgebrachtes Rücktrittsgesuch am 5. Dezember 2010 an. Er starb an den Folgen eines Gehirntumors. Er wurde in der Pfarrkirche Concepción de Nuestra Señora de Madrid bestattet; die Zeremonie leitete Antonio María Kardinal Rouco, der Erzbischof von Madrid und Vorsitzender der spanischen Bischofskonferenz.
Faustino Sainz genoss aufgrund seines Wirkens großes Ansehen in Chile, England und Wales. Er wurde 2007 mit einer Ehrendoktorwürde der Rechte von der University of Aberdeen geehrt.